# Pentachlorbenzolthiol
Pentachlorbenzolthiol ist eine chemische Verbindung aus der Gruppe der Thiole und organischen Chlorverbindungen.

## Gewinnung und Darstellung
Pentachlorbenzolthiol kann aus Hexachlorbenzol gewonnen werden.

## Eigenschaften
Pentachlorbenzolthiol ist ein brennbarer grauer Feststoff mit unangenehmem Geruch, welcher praktisch unlöslich in Wasser ist. Er besitzt eine monokline Kristallstruktur.

## Verwendung
Pentachlorbenzolthiol wird in der Gummiindustrie als Hilfsmittel bei der Mastikation verwendet.